# (5468) Hamatonbetsu
(5468) Hamatonbetsu est un astéroïde de la ceinture principale.

## Description
(5468) Hamatonbetsu est un astéroïde de la ceinture principale. Il fut découvert le 16 janvier 1988 à Kagoshima par Masaru Mukai et Masanori Takeishi. Il présente une orbite caractérisée par un demi-grand axe de 2,87 UA, une excentricité de 0,22 et une inclinaison de 12,0° par rapport à l'écliptique.

## Compléments